# صنایع نردیست
صنایع نردیست (انگلیسی: Nerdist Industries) شرکت سرگرمی آمریکایی است، که در سال ۲۰۱۲ توسط کریس هاردویک تأسیس شد.